# Lake Lure
Lake Lure é uma cidade  localizada no estado norte-americano de Carolina do Norte, no Condado de Rutherford.

## Demografia
Segundo o censo norte-americano de 2000, a sua população era de 1027 habitantes.
Em 2006, foi estimada uma população de 1023, um decréscimo de 4 (-0.4%).

## Geografia
De acordo com o United States Census Bureau tem uma área de
38,3 km², dos quais 35,2 km² cobertos por terra e 3,1 km² cobertos por água. Lake Lure localiza-se a aproximadamente 422 m acima do nível do mar.

## Localidades na vizinhança
O diagrama seguinte representa as localidades num raio de 24 km ao redor de Lake Lure.